# Памятник тагильчанам — участникам ликвидации последствий катастрофы на Чернобыльской атомной электростанции
Памятник тагильчанам — участникам ликвидации последствий катастрофы на Чернобыльской атомной электростанции установлен в Ленинском районе города Нижнего Тагила в сквере за дворцом культуры «Юбилейный» (ул. Фрунзе, 39).

## История
Открыт 26 апреля 2009 года по инициативе тагильских чернобыльцев на средства собранные Нижнетагильской местной организацией Российской общественной организацией инвалидов «Союз "Чернобыль" России».
В результате аварии на Чернобыльской АЭС 26 апреля 1986 года произошло разрушение реактора четвертого энергоблока атомной электростанции, расположенной близ города Припяти Киевской области. Разрушение носило взрывной характер, реактор был полностью разрушен, а в окружающую среду выброшено большое количество радиоактивных веществ.
По всей России происходило беспрецедентное привлечение сил и средств для ликвидации последствий Чернобыльской катастрофы. В 30-километровую зону вокруг ЧАЭС прибывали специалисты, командированные для проведения работ на аварийном блоке и вокруг него, а также воинские части — как регулярные, так и составленные из срочно призванных резервистов. Всех этих людей позднее стали называть ликвидаторами. Они работали в опасной зоне посменно: те, кто набрал максимально допустимую дозу радиации, уезжали, а на их место приезжали другие. Общее количество ликвидаторов аварии на Чернобыльской АЭС составило около 600 тысяч человек.
Помощь оказывали все крупные предприятия Нижнего Тагила: НТМК, УВЗ, Уралхимпласт, цементный завод и другие. В ликвидации последствий Чернобыльской катастрофы участвовали 474 тагильчанина. Люди не осознавали, с чем им предстоит иметь дело, так как вся информация была засекречена. Вспоминает ликвидатор Михаил Пупышев:

"Повестка из военкомата пришла неожиданно. Мне тогда было 32 года. Сказали, что нужно ехать в командировку, уже в пути узнал, что еду на Чернобыльскую АЭС. Пробыл там 27 дней. Страха не испытывал, так как ничего толком не было известно. Жили в лесу в палатках, за пределами многокилометровой зоны отчуждения, работали на станции по несколько минут, так как радиация зашкаливала. Из защиты - только респираторы. Мы занимались очисткой территории, обычными щетками смывали радиоактивные вещества с поверхностей. Помню, как внутри станции сдавливало голову, звенело в ушах и сильно хотелось пить."— .
В первые 10 лет после катастрофы 270 тагильчан получили группу инвалидности. По состоянию на апрель 2020 года в Нижнем Тагиле проживает 107 ликвидаторов . Каждый год у памятного знака ликвидаторам катастрофы на АЭС в сквере за дворцом культуры «Юбилейный» проходит траурный митинг.